# サリッツォーレ
サリッツォーレ（伊: Salizzole）は、イタリア共和国ヴェネト州ヴェローナ県にある、人口約3,800人の基礎自治体（コムーネ）。

## 地理

### 位置・広がり

#### 隣接コムーネ
隣接するコムーネは以下の通り。
- ボヴォローネ
- コンカマリーゼ
- イーゾラ・デッラ・スカーラ
- ノガーラ
- サングイネット

### 気候分類・地震分類
気候分類では、zona E, 2333 GGに分類される。
また、イタリアの地震リスク階級 (it) では、zona 3 (sismicità bassa) に分類される。

## 行政

### 分離集落
サリッツォーレには、以下の分離集落（フラツィオーネ）がある。
- Bionde, Engazzà, Valmorsel